# اوخرتسه مینرالنه
اوخرتسه مینرالنه (به لهستانی:  Uherce Mineralne) یک روستا در لهستان است که در گمینا اولشانگتسا واقع شده‌است. اوخرتسه مینرالنه ۱٬۴۰۰ نفر جمعیت دارد.